# Boří les

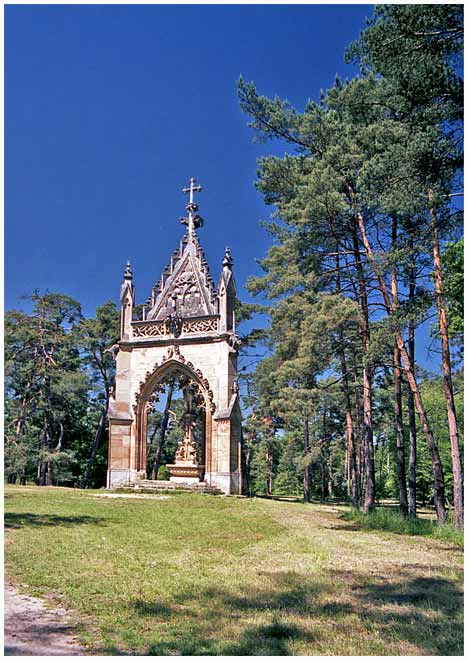
Kapelle des hl. Hubertus

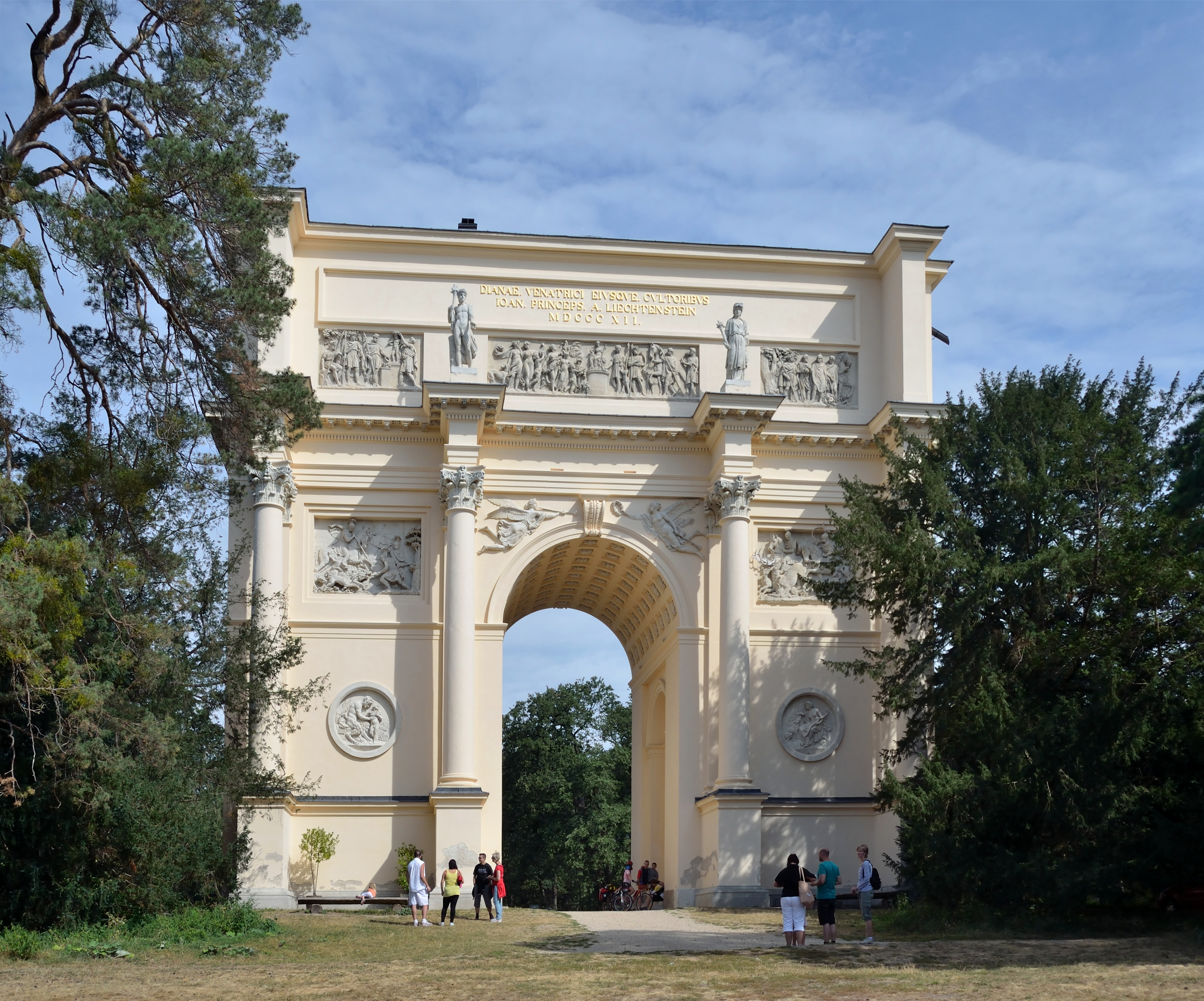
Rendez-vous

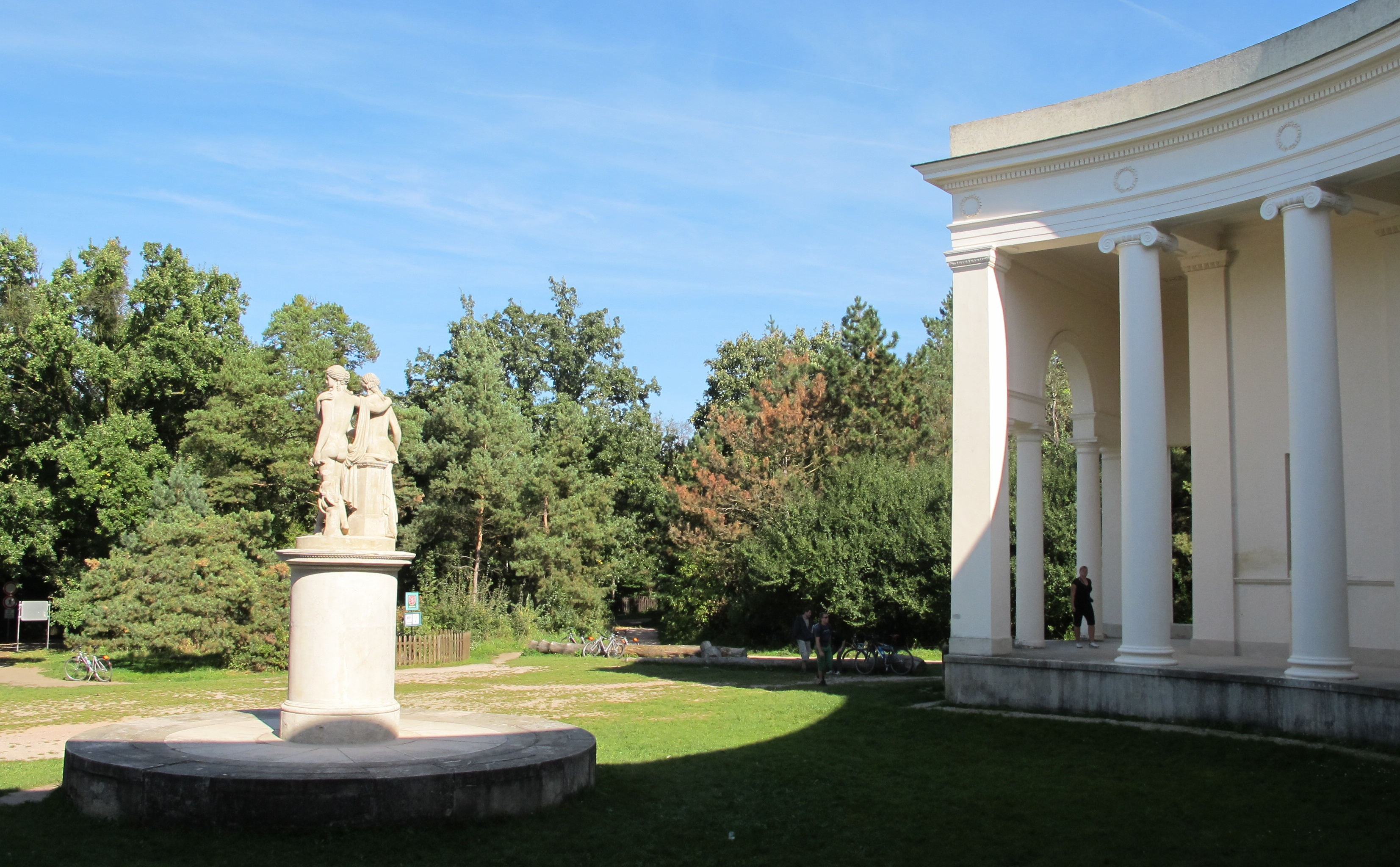
Der Boří les am Tempel der drei Grazien

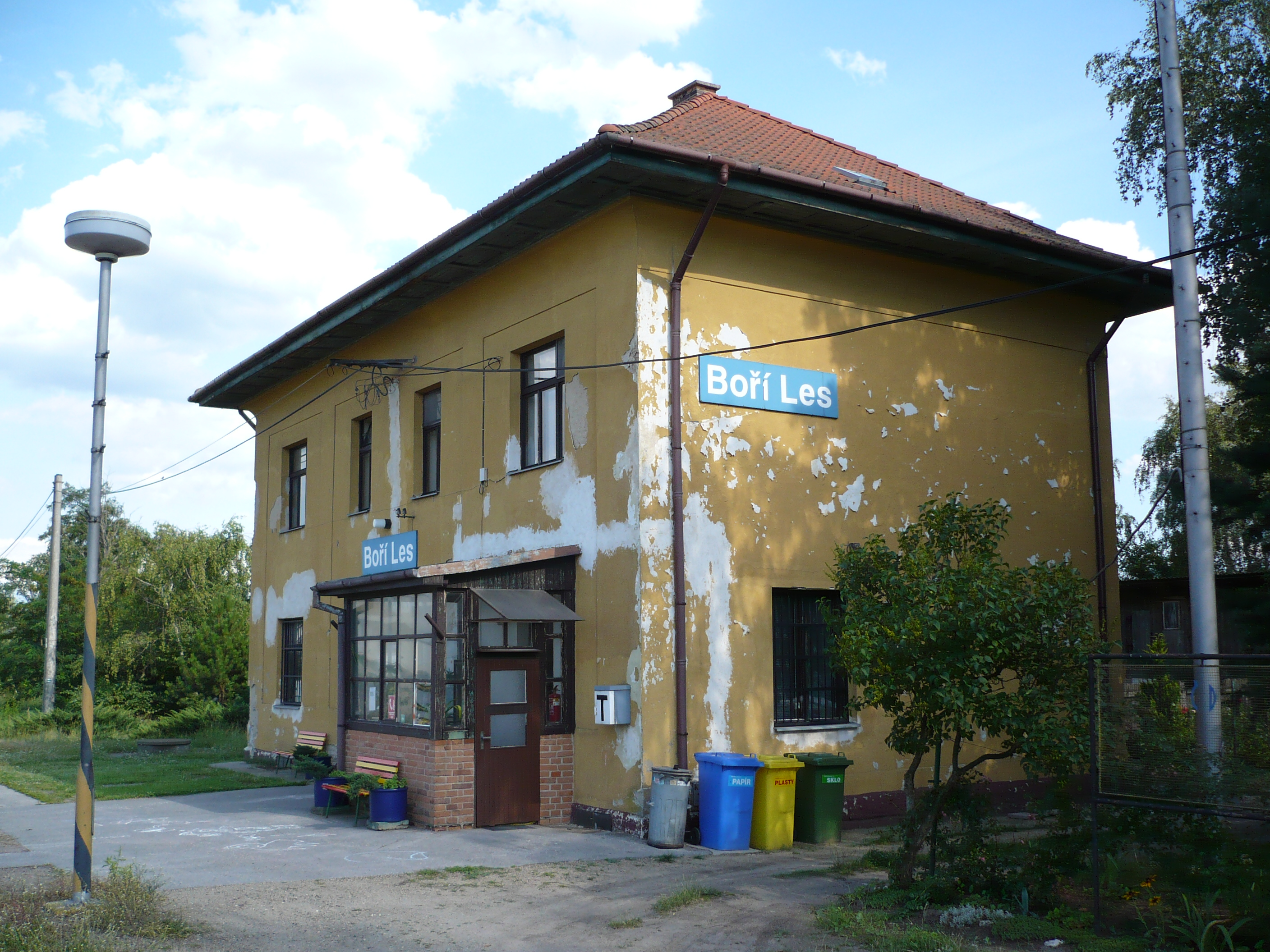
Bahnhof Boří Les

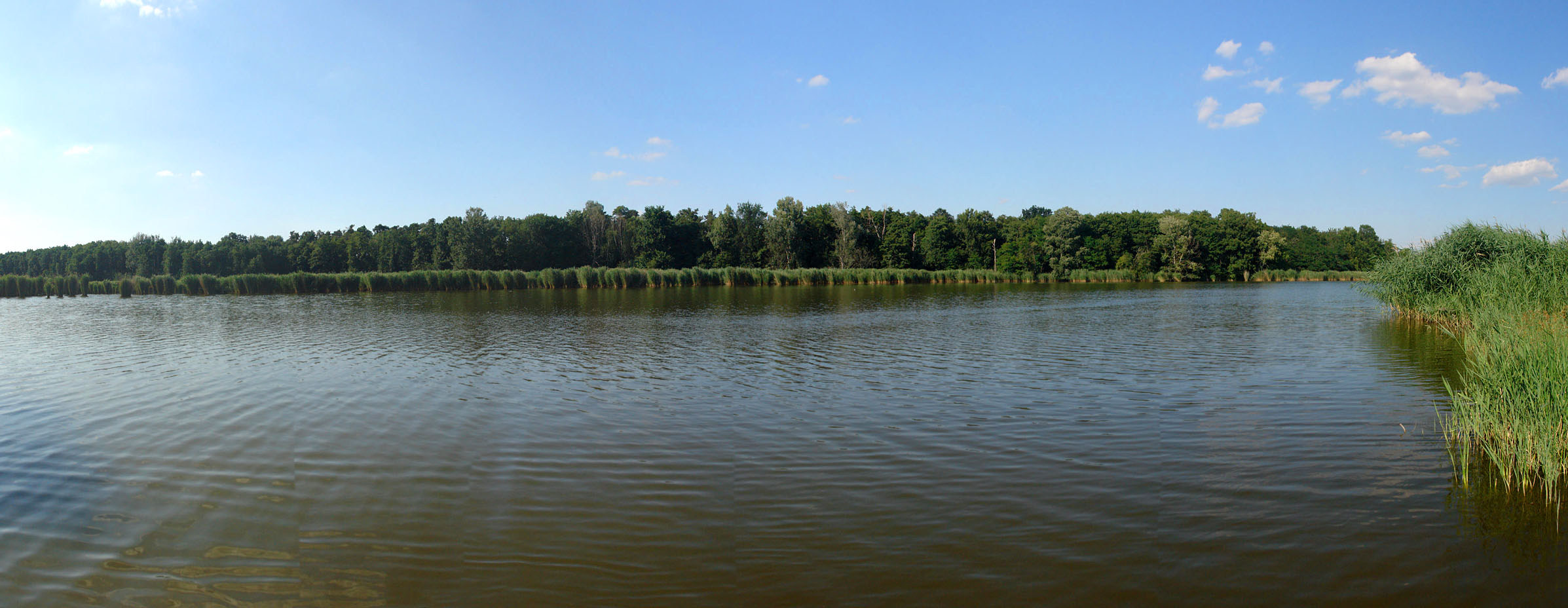
Františkův rybník

Der Boří les (deutsch Theimwald, früher auch Theimer Wald bzw. Teimerwald) ist ein 2660 ha großes Waldgebiet zwischen Hlohovec (Bischofswarth), Břeclav (Lundenburg) und Valtice (Feldsberg) in Südmähren an der Grenze zu Österreich. Bis 1920 gehörte der Theimwald zu Niederösterreich. Seinen südöstlichen Ausläufer bildet der Föhrenwald in der Gemarkung Bernhardsthal. Der im 17. Jahrhundert auf einer unfruchtbaren Sandterrasse angelegte Wald besteht überwiegend aus wärmeliebenden Laubgehölzen und Kiefern; er ist Teil der Kulturlandschaft Lednice-Valtice.

## Geographie
Der Boří les erstreckt sich südlich des Včelínek (Niklasgraben) mit den Bischofswarther Teichen bis zur tschechisch-österreichischen Grenze. Nach Osten hin schließen sich die Thayaauen an. Umliegende Ansiedlungen sind Lednice (Eisgrub) und Nový dvůr (Neuhof) im Norden, Charvátská Nová Ves (Oberthemenau) im Nordosten, Poštorná (Unterthemenau) im Osten, Bernhardsthal im Südosten, Reintal im Süden, Boří dvůr (Theimhof) und Katzelsdorf im Südwesten, Celňák und Valtice im Westen sowie Hlohovec im Nordwesten.
Durch den Wald führen die Staatsstraßen I/40 zwischen Valtice und Poštorná sowie die I/55 zwischen Reintal und Břeclav. Östlich verläuft die Bahnstrecken Wien–Břeclav durch die Thayaauen. Die davon abzweigende Bahnstrecke Břeclav–Hrušovany nad Jevišovkou durchquert den Wald; am Bahnhof Boří les zweigt zudem die Nebenbahn Boří les–Lednice ab.

## Geschichte
In der Mitte des 13. Jahrhunderts gehörte der sich von Feldsberg bis zur Thaya erstreckende Landstrich zu den Besitzungen des Bistums Regensburg und wurde Regensburger Luz genannt. Bischof Leo Thundorfer reichte den Regensburger Luz 1277 als Lehn an Leutold I. von Kuenring-Dürnstein. Durch Fürstbischof Friedrich II. von Parsberg wurde der Taym bzw. Regensburger Luz 1439 als Regensburger Lehen an Georg zu Liechtenstein auf Feldsberg und Nikolsburg gereicht; diese Belehnung an die Herren von Liechtenstein wurde bis zum Ende des 18. Jahrhunderts regelmäßig wiederholt.
In den 1660er Jahren ließ der Besitzer der niederösterreichischen Herrschaft Feldsberg, Karl Eusebius von Liechtenstein, den unfruchtbaren Rücken östlich von Feldsberg bewalden. In seinen nordmährischen Herrschaften ließ er dazu tausende anderthalb Klafter hohe Fichten und Tannen ausgraben und auf die Anhöhe umsetzen. Seine Nachfolger vergrößerten und verschönerten den Wald, so dass er eine Ausdehnung von mehreren tausend Joch erreichte. Einen großen Teil des Teimerwaldes nutzten die Fürsten von Liechtenstein für Parforcejagden; der andere Teil diente als Tiergarten und war mit einem hohen Zaun umgeben.
Johann von Liechtenstein ließ um den Teimerwald eine kostspielige Mauer von zweieinhalb Meilen Länge und durchgängig sieben Schuh Höhe aus gepressten Ziegeln aus einer vom fürstlichen Architekten Joseph Hardtmuth erfundenen besonderen Masse errichten, die mit Kalkanwurf verkittet und übertüncht wurde. Damit diente der gesamte Wald als Tiergarten und wurde mit Edel- und Damhirschen besetzt.
Im Innern wurde der Wald von mehreren Hauptalleen mit Längen zwischen 3050 und 620 Klafter sowie zahlreichen Jagd- und Reitsteigen durchschnitten. An angemessenen Punkten war er mit einem Hirsch-, einem Tannenwald- und einem Rehegloriett verziert.
An einem der höchsten Punkte wurde zwischen 1810 und 1813 nach Hardtmuths Plänen durch den Architekten Joseph Kornhäusel das als Triumphbogen gestaltete Jagdschlösschen Rendez-vous errichtet.
Am nördlichen Waldrand entstand ab 1809 das Mustergut Neuhof und 1824/25 der Tempel der drei Grazien.
Alois II. von Liechtenstein ließ in der Mitte des 19. Jahrhunderts im Wald die neogotische St. Hubertus-Kapelle errichten. Die Pläne dazu lieferte 1846 der fürstliche Architekt Georg Wingelmüller; nach der 1847 erfolgten Grundsteinlegung ruhte das Projekt nach Wingelmüllers frühem Tod, realisiert wurde es 1855 durch seinen Nachfolger Johann Heidrich. An der Kapelle wurden die Festmessen vor der Hubertusjagd abgehalten.
In den Jahren 1871–1872 wurde die Lundenburg-Nikolsburg-Grußbacher Eisenbahn durch den Theimwald angelegt; als Bahntrasse wurde die Landshuter Allee – eine der barocken Hauptalleen, die von Feldsberg gradlinig nach Osten über die Thaya nach Landshut in Mähren führte – genutzt. Infolgedessen erfolgte 1872/73 der Abbruch der Mauer um den Theimwald. Am östlichen Waldrand wurde 1867 die Thonwarenfabrik Johann Fürst von Liechtenstein angelegt und keramische Tone abgebaut. Zu Beginn des 20. Jahrhunderts entstand beim Rendez-vous ein von Carl Weinbrenner entworfenes Forsthaus.
Nach dem Zerfall der k.u.k. Monarchie beanspruchte 1918 die neu gegründete Tschechoslowakei die niederösterreichischen Gebiete an der Lundenburg-Nikolsburg-Grußbacher Eisenbahn für sich. In Folge des Vertrags von Saint-Germain wurde der Theimwald am 16. Juli 1920 zusammen mit Feldsberg, Unterthemenau, Oberthemenau und Bischofswarth in die Tschechoslowakei eingegliedert und erhielt den tschechischen Namen Boří les; lediglich der als Föhrenwald bezeichnete südöstliche Ausläufer bei Bernhardsthal verblieb bei der Republik Österreich.
Mitte der 1930er Jahre entstanden an den Waldgrenzen leichte Bunkerlinien des Tschechoslowakischen Walls. Im Zuge des Bunkerbaus wurde südöstlich des Forsthauses am Rendez-vous der zusätzliche Eisenbahnhaltepunkt Kaštany geschaffen, der während der deutschen Besetzung noch unter dem Namen Lichtenau weiter bedient wurde. Nach dem Münchner Abkommen wurde der Theimwald 1938 dem Großdeutschen Reich zugeschlagen und gehörte bis 1945 zum Kreis Nikolsburg. Im Waldgebiet südwestlich des Bahnhofs Theimwald wurde die Heeresmunitionsanstalt Lundenburg-Unterthemenau errichtet; das Areal der Muna hatte eine Ausdehnung von ca. 100 ha und war mit dutzenden Kilometern Gleisanschlüssen erschlossen. Bewacht wurde die Muna durch einen SS-Totenkopfverband unter dem Kommando von Sturmbannführer Adolf Weiss. Bei der Muna befand sich das aus zwei großen Baracken bestehende Arbeitslager Theimwald, dessen Fassade der Spruch Arbeit macht frei zierte. Unterteilt war es in zwei Lager: Theimwald A mit ca. 200 Gefangenen als Außenstelle des Zuchthauses Stein und das Ostarbeiterlager Theimwald B, in dem in zwei getrennten Abteilungen 260 Frauen und 60 Männer untergebracht waren. Am 21. April 1945 nahm die Rote Armee unter Generaloberst Schumilow nach heftigen Kämpfen mit der zurückweichenden 8. Armee unter General Kreysing Unterthemenau und den Theimwald ein. Die Rote Armee besetzte die Muna und entschied sich zur Sprengung, wobei die Munition im Wald verstreut wurde. Die in der Nachkriegszeit begonnene Beräumung des gesperrten Teils des Boří les wurde wegen der Munitionsmengen eingestellt, nachdem das Gebiet nach der Errichtung des Eisernen Vorhangs 1948 zum Teil der Grenzzone geworden war. Bis 1990 verlief südlich des Boří les der Eiserne Vorhang.
Im südöstlichen Teil des Boří les zwischen dem Bahnhof und dem Grenzübergang Reintal lagern noch größere Mengen nicht explodierter Kampfmittel des Zweiten Weltkrieges, die dort nach der Liquidation der Muna verstreut wurden.

## Naturschutz
Im Boří les befinden sich zwei kleinere Schutzgebiete:
- Nationales Naturdenkmal Rendez-vous am Schlösschen Rendez-vous und gleichnamigem Teich
- Naturreservat Františkův rybník am südlichen Waldrand; es besteht aus drei Teilen; im größten (und mittleren) Teil liegt der Františkův rybník (Franzteich).